# Лі Кронін
Лі Кронін (англ. Lee Cronin) — ірландський режисер, найвідоміший за фільмами жахів «Глибинне зло» (2019) і «Повстання зловісних мерців» (2023).

## Кар'єра
Вперше здобув визнання завдяки короткометражному фільму жахів «Поїзд-привид» (2013), який відзначений премією «Мельєс д'Аржан» і представлений в антології «Хвилини після півночі» 2016 року. Працював далі в жанрі жахів і дебютував як режисер повнометражного фільму «Глибинне зло» (2019). У 2023 році він написав сценарій і зняв «Повстання зловісних мерців», п’ятий фільм франшизи Evil Dead. У червні 2024 року Лі підписав контракт на написання сценарію та режисуру нової екранізації «Мумії» для Blumhouse Productions, Atomic Monster і New Line Cinema.

## Фільмографія

### Короткометражні
| Рік  | Назва             | Режисер | Сценарист |
| ---- | ----------------- | ------- | --------- |
| 2004 | Wilbur & Anto     | Так     | Так       |
| 2010 | Through the Night | Так     | Так       |
| 2011 | Billy & Chuck     | Так     | Так       |
| 2013 | Ghost Train       | Так     | Так       |

### Повнометражні
| Рік  | Назва                      | Режисер | Сценарист | Продюсер |
| ---- | -------------------------- | ------- | --------- | -------- |
| 2019 | Глибинне зло               | Так     | Так       | Ні       |
| 2023 | Повстання зловісних мерців | Так     | Так       | Ні       |
| 2026 | Мумія                      | Так     | Так       | Так      |

### Телебачення
| Рік  | Назва            | Режисер | Сценарист | Примітки                                              |
| ---- | ---------------- | ------- | --------- | ----------------------------------------------------- |
| 2011 | The Masterplan   | Так     | Так       | 2 епізоди                                             |
| 2020 | 50 штатів страху | Так     | Так       | Епізоди: «13 Steps to Hell (Washington)» (Part 1 & 2) |